# Hero and the Terror
Hero and the Terror és una pel·lícula estatunidenca dirigida per William Tannen, estrenada el 1988.

## Argument
Danny O'Brien, policia esdevingut heroi de Los Angeles des que ha deixat fora de joc Simon Moon, un assassí en sèrie anomenat "El Terror". Però, Simon Moon s'escapa i Danny O'Brien l'haurà d'acorralar de nou...

## Repartiment
- Chuck Norris: Danny O'Brien
- Jack O'Halloran: Simon Moon
- Steve James: Robinson
- Brynn Thayer: Kay O'Brien
- Billy Drago: Dr. Highwater
- Branscombe Richmond: Victor